# 禹王亭遗址
禹王亭遗址，位于山东省德州市禹城市十里望乡十里望村，是中华人民共和国山东省文物保护单位之一。
1977年12月23日，授予山东省文物保护单位，是一座古遗址。